# Drikus Coetzee
Pour les articles homonymes, voir Coetzee.
Drikus Coetzee né le 15 avril 1993 à Swakopmund est un coureur cycliste namibien.

## Biographie
Drikus Coetzee commence sa carrière sportive par le triathlon. Dans cette discipline, il devient champion national de Namibie entre 2013 et 2015. Il échoue cependant à se qualifier pour les Jeux olympiques de 2016. Après cette déconvenue, il décide de se consacrer uniquement au cyclisme. 
En 2018 et 2019, il devient champion de Namibie du contre-la-montre,. Durant cette période, il termine à deux reprises cinquième du championnat d'Afrique du contre-la-montre. Il représente également son pays aux Jeux du Commonwealth, aux Jeux africains puis aux championnats du monde dans le Yorkshire. En 2021, il devient double champion de Namibie, dans la course en ligne et l'épreuve chronométrée. 

## Palmarès en cyclisme

### Par année
- 2017
  - 2e de la Nedbank Cycle Classic
  - 3e du championnat de Namibie du contre-la-montre
- 2018
  -  Champion de Namibie du contre-la-montre
  - 2e étape du Tour de Bonne-Espérance (contre-la-montre)
  - 2e du championnat de Namibie sur route
  - 2e de la Nedbank Cycle Classic
- 2019
  -  Champion de Namibie du contre-la-montre
  - Namibian Cycle Classic
- 2020
  -  Champion de Namibie du contre-la-montre
  - 1re étape du Tour de Windhoek
  - 3e du championnat de Namibie sur route
- 2021
  -  Champion de Namibie sur route
  -  Champion de Namibie du contre-la-montre
- 2022
  -  Champion de Namibie sur route
  - 2e du championnat de Namibie du contre-la-montre
- 2023
  -  Champion de Namibie du contre-la-montre
  - Tour de Windhoek :
    - Classement général
    - 3e étape

  - 2e du championnat de Namibie sur route
- 2024
  -  Champion de Namibie du contre-la-montre
  - 2e du championnat de Namibie sur route

### Classements mondiaux
| Année           | 2017 | 2018 | 2019 | 2020 |
| --------------- | ---- | ---- | ---- | ---- |
| UCI Africa Tour | 158e | 24e  | 47e  | 8e   |

## Palmarès dans le triathlon
Le tableau présente les résultats les plus significatifs (podium) obtenus sur le circuit national de triathlon depuis 2013,.
| Année | Compétition                          | Pays    | Position      | Temps           |
| ----- | ------------------------------------ | ------- | ------------- | --------------- |
| 2015  | Championnats de Namibie de triathlon | Namibie | Médaille d'or | 2 h 11 min 11 s |
| 2014  | Championnats de Namibie de triathlon | Namibie | Médaille d'or | 2 h 4 min 42 s  |
| 2013  | Championnats de Namibie de triathlon | Namibie | Médaille d'or | 2 h 6 min 26 s  |